# Linaria triornithophora
Linaria triornithophora is een kruidachtige plant uit het geslacht vlasleeuwenbek (Linaria), die endemisch is in het Iberisch Schiereiland.
Het is een plant met opvallend grote en gekleurde bloemen. 

## Naamgeving enetymologie
- Engels: Three bird toadflax, three birds flying
- Spaans: Pajarillos, gallos, gallito de monte, acicate real

De botanische naam Linaria is afkomstig van het Latijnse Linum (vlas). De soortaanduiding triornithophora is eveneens afkomstig uit het Latijn en betekent 'draagt drie vogels', naar de bloemen die dikwijls in trossen van drie samen zitten.

## Kenmerken
L. triornithophora is een tot 1 m hoge, overblijvende plant. De zeegroene bladeren staan in kransen langs de stengel, zijn tot 7 cm lang, lancetvormig, gaafrandig, met drie duidelijke parallelle nerven. 
De bloemen staan met drie tot vijf samen in een bloemtros op de top van de bloemstengel. Ze zijn tot 4,5 cm groot, opvallen dieproze tot paars gekleurd. De vijf kelkblaadjes zijn alle gelijk,  lancetvormig en groen gekleurd. De kroon bestaat uit vijf tot een buis gefuseerde kroonbladen, die twee bloemlippen vormen, de bovenste tweelobbig, de onderste drielobbig, waarvan de middelste lob met verdikte basis. De opening van de buis is een nauwe spleet, waarvan de randen geel gekleurd zijn.  De onderzijde van de buis gaat over in een tot 2,5 cm lange, spits toelopende en licht gebogen spoor. De vrucht is een doosvrucht, tot 6 mm groot, die bruine, gevleugelde en schijfvormige zaden bevat.
De plant bloeit van mei tot september.

## Habitaten verspreiding
L. triornithophora komt vooral voor op zure bodems op zandsteen, leisteen of  kwartsiet, in bermen, open plaatsen in het bos, tussen struikgewas en in ruigtes, van zeeniveau tot 1.500 m hoogte. 
De plant is endemisch in het noordwesten van het Iberisch Schiereiland en komt vooral  voor in de westelijke Pyreneeën en het Cantabrisch Gebergte in het noorden van Spanje en Portugal. 

## Verwante en gelijkende soorten
L. triornithophora kan door zijn opvallende, grote bloemen nauwelijks verward worden met enige andere vlasleeuwenbek.
... · 
L. arvensis (Blauwe leeuwenbek) · 
L. alpina (Alpenleeuwenbek) · 
L. canadensis · 
L. dalmatica · 
L. genistifolia · 
L. pelisseriana · 
L. purpurea (Walstroleeuwenbek) · 
L. repens (Gestreepte leeuwenbek) · 
L. supina (Liggende leeuwenbek) · 
L. triornithophora · 
L. vulgaris (Vlasbekje) · 
...